# Toyamayusurika shiotanii
Toyamayusurika shiotanii är en tvåvingeart som beskrevs av Sasa och Kawai 1987. Toyamayusurika shiotanii ingår i släktet Toyamayusurika och familjen fjädermyggor. Inga underarter finns listade i Catalogue of Life.